# Horst Thomanske
Horst Thomanske (* 26. Juni 1932 in Neusalz) ist ein ehemaliger deutscher Geher.
Thomanske, der während seiner aktiven Laufbahn für Eintracht Braunschweig und SC Acosta Braunschweig startete, konnte bei den Deutschen Leichtathletik-Meisterschaften 1958 in Hannover gleich vier Meistertitel erringen: im 50-km- und 20-km-Gehen siegte er dort sowohl im Einzelwettbewerb als auch mit der Braunschweiger Mannschaft. Ein Jahr zuvor hatte er bereits die deutsche Mannschaftsmeisterschaft im 20-km-Gehen gewinnen können.
Am 15. Juni 1958 (mit einer Zeit von 1:33:48) und am 28. Juni 1959 (mit einer Zeit von 1:30:48) stellte Thomanske außerdem zweimal einen deutschen Rekord im 20-km-Gehen auf.
Von 1957 bis 1960 startete Thomanske viermal im Nationaltrikot.

## Erfolge
- Deutscher Meister im 50-km-Gehen: 1958[2]
- Deutscher Meister im 20-km-Gehen: 1958[3]
- Deutscher Mannschaftsmeister im 50-km-Gehen: 1958 (mit Eintracht Braunschweig)[2]
- Deutscher Mannschaftsmeister im 20-km-Gehen: 1957, 1958 (jeweils mit Eintracht Braunschweig)[3]